# Weißbrauenspecht

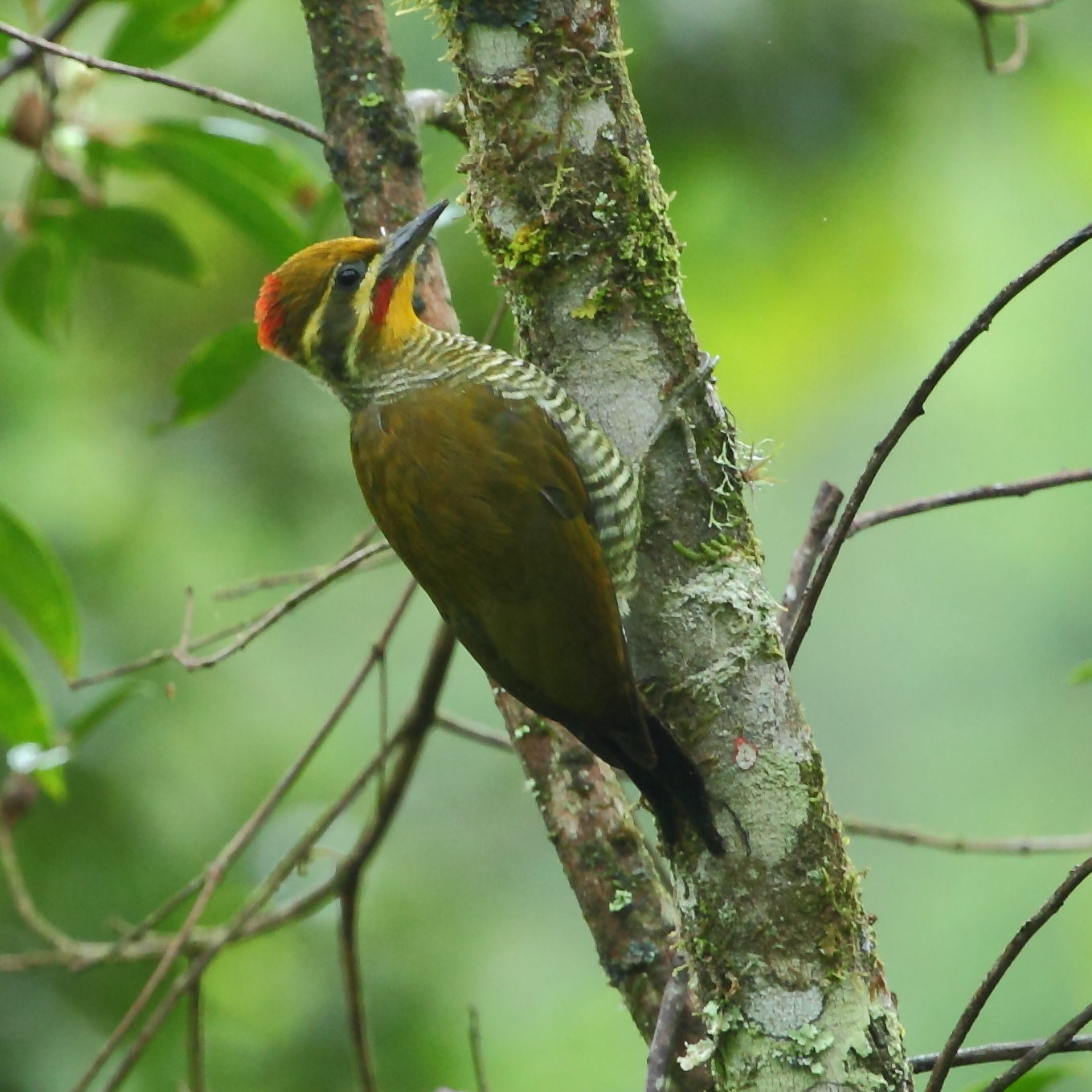
Weibchen

Der Weißbrauenspecht (Piculus aurulentus) ist ein in Südamerika vorkommender Vogel aus der Familie der Spechte (Picidae). Das Artepitheton ist von den lateinischen Worten aurum für ‚Gold‘ und dem Suffix -lentus für ‚Fülle‘ abgeleitet und bezieht sich auf die auffallend goldgelbe Kehle der Vögel. Der deutsche Trivialname basiert auf dem weißlichen Überaugenstreif.

## Merkmale
Weißbrauenspechte erreichen eine Körperlänge von 21 bis 22 Zentimetern und ein Gewicht von bis zu 68 Gramm. Zwischen den Geschlechtern besteht ein leichter Sexualdimorphismus. Bei den Männchen sind Ober- und Hinterkopf sowie die Begrenzung der Kehle in einem kräftigen Rot gefärbt, bei den Weibchen erscheint diese Farbe am Hinterkopf. Bei beiden Geschlechtern ist die Kehle goldgelb, Über- und Unteraugenstreif sind gelblich bis weißlich, die Zügel olivgrün. Die Vögel haben gleichfalls olivgrüne Flügel sowie ein ebenso gefärbtes Rückengefieder. Brust- und Bauchbereich sind olivbraun und weiß gesperbert. Die langen dunkelgrünen Steuerfedern sind keilförmig und dienen als Stütze, wenn sie sich an Baumstämmen bewegen. Der Schnabel ist schiefergrau, die Iris rotbraun. Beine und Füße sind grüngrau.

## Verbreitung und Lebensraum
Der Weißbrauenspecht kommt im Südosten von Brasilien, im Osten von Paraguay, im Nordosten Argentiniens sowie neuerdings auch im äußersten Norden von Uruguay vor. Hauptlebensraum der Art sind feuchte Bergwälder, Waldränder und feuchtes Waldland in der Ebene. Sie gilt als standorttreu. Die Höhenverbreitung in Brasilien reicht bis auf 2000 Meter.

## Lebensweise
Die einzeln oder paarweise lebenden Vögel ernähren sich in erster Linie von Ameisen und Käfern sowie deren Brut, die am Boden oder in verrottetem Holz gesucht werden. Als Nahrungsergänzung werden zuweilen Früchte angenommen. Bruttätigkeiten wurden in Brasilien zwischen August und November, in Argentinien im September beobachtet. Das typische Spechtnest wird in einen Baumstamm in Höhen von bis zu 7,0 Metern gezimmert. Weitere Details zum Brutverhalten sind noch nicht dokumentiert.

## Gefährdung
Der Weißbrauenspecht ist in einigen seiner Vorkommensgebiete aufgrund von Urbarmachung seiner Lebensräume teilweise im Rückgang begriffen und wird demzufolge von der Weltnaturschutzorganisation IUCN als  „near threatened = potenziell gefährdet“ klassifiziert.

## Etymologie und Forschungsgeschichte
Coenraad Jacob Temminck beschrieb den Specht unter dem Namen Picus aurulentus. Als Fundort gab er pauschal Paraguay und Brasilien an. Schon 1824 hatte Johann Baptist von Spix die neue Gattung Piculus eingeführt. Erst später wurde auch der Weißbrauenspecht der Gattung zu geordnet. »Piculus« ist das lateinische Wort für »kleiner Specht«. »Aurulentus« leitet sich vom lateinischen »aurum« für »Gold« ab und bedeutet »goldfarben«. Alfred Laubmann sah nur wenige Nachweise für Paraguay. So nannter er Sapucay laut Charles Chubb und das Departamento Alto Paraná laut Arnaldo de Winkelried Bertoni als Nachweise. Selbst lag ihm ein durch Adolf Neunteufel (1909–1979) gesammelter Balg aus Cambyretá vor. Viele andere Erwähnungen bezogen sich auf Carpintero del dorado pardo von Félix de Azara.